# Acropimpla persimilis
Acropimpla persimilis là một loài tò vò trong họ Ichneumonidae.